# Giro di Romagna 2011
Il Giro di Romagna 2011, conosciuto anche con il nome di Giro di Romagna-Coppa Placci, ottantaseiesima ed ultima edizione della corsa e valida come evento dell'UCI Europe Tour 2011, si svolse il 4 settembre 2011 su un percorso di 200 km. La vittoria fu appannaggio dell'italiano Oscar Gatto, che completò il percorso in 4h46'10" precedendo i connazionali Simone Ponzi e Enrico Battaglin.
Sul traguardo di Lugo 61 ciclisti, su 136 partiti dalla medesima località, portarono a termine la competizione.

## Ordine d'arrivo (Top 10)
| Pos. | Corridore            | Squadra            | Tempo    |
| ---- | -------------------- | ------------------ | -------- |
| 1    | Oscar Gatto          | Farnese Vini       | 4h48'10" |
| 2    | Simone Ponzi         | Liquigas           | s.t.     |
| 3    | Enrico Battaglin     | Colnago            | s.t.     |
| 4    | Gianluca Brambilla   | Colnago            | s.t.     |
| 5    | Fabricio Ferrari     | Caja Rural         | s.t.     |
| 6    | Miguel Ángel Rubiano | D'Angelo           | s.t.     |
| 7    | Fabio Taborre        | Acqua & Sapone     | s.t.     |
| 8    | Claudio Corioni      | Acqua & Sapone     | s.t.     |
| 9    | José Serpa           | Androni Giocattoli | s.t.     |
| 10   | Francesco Ginanni    | Androni Giocattoli | s.t.     |